# Llista de monuments de Vilaplana
Llista de monuments de Vilaplana inclosos en l'Inventari del Patrimoni Arquitectònic Català per al municipi de Vilaplana (Baix Camp). Inclou els inscrits en el Registre de Béns Culturals d'Interès Nacional (BCIN) amb la classificació de monuments històrics, els Béns Culturals d'Interès Local (BCIL) de caràcter immoble i la resta de béns arquitectònics integrants del patrimoni cultural català.
| Monument                                                      | Protecció | Estil/època                | Localització | Coordenades                                           | Codi?     | Imatge |
| ------------------------------------------------------------- | --------- | -------------------------- | --- | ----------------------------------------------------- | --------- | --- |
| Església de la Nativitat de la Mare de Déu, o de Santa Maria  | BCIL 1982 | Barroc XVIII               | Vilaplana Pl. de la Vila, 1 | 41° 13′ 42″ N, 1° 02′ 00″ E / 41.228443°N,1.033266°E  | IPA-9733  | Església de la Nativitat de la Mare de Déu (Vilaplana) · Vegeu més fotos d'aquest monument · Carregueu una nova foto d'aquest monument        |
| Església de Sant Salvador de la Mussara                       | BCIL 2010 | Obra popular Medieval, XIX | Vilaplana La Plaça (la Mussara) | 41° 15′ 09″ N, 1° 01′ 42″ E / 41.25237°N,1.02827°E    | IPA-9736  | Església de Sant Salvador de la Mussara (Vilaplana) · Vegeu més fotos d'aquest monument · Carregueu una nova foto d'aquest monument           |
| Mas del Mariner, o Mas de la Marinera                         | BCIL 2010 | Obra popular XVII-XVIII    | Vilaplana Partida del Mas de Mariner | 41° 14′ 15″ N, 1° 02′ 46″ E / 41.237484°N,1.046137°E  | IPA-9737  | Mas del Mariner (Vilaplana) · Vegeu més fotos d'aquest monument · Carregueu una nova foto d'aquest monument                                   |
| Mas de Morenet                                                | BCIL 1982 | Obra popular Medieval, XX  | Vilaplana La Mussara | 41° 14′ 55″ N, 1° 02′ 48″ E / 41.248617°N,1.046740°E  | IPA-9738  | Carregueu una nova foto d'aquest monument |
| Pou del Mas del Pou del Gel, o Pou de la Neu, o de la Mussara | BCIL 2010 | Obra popular XVII          | Vilaplana La Mussara | 41° 15′ 28″ N, 1° 01′ 54″ E / 41.257828°N,1.031618°E  | IPA-37155 | Pou del Mas del Pou del Gel (Vilaplana) · Vegeu més fotos d'aquest monument · Carregueu una nova foto d'aquest monument                       |
| Arcs dits romànics del carrer Àngel Guimerà                   | BCIL 2010 | Obra popular               | Vilaplana C. Àngel Guimerà, 8-14 | 41° 13′ 44″ N, 1° 02′ 01″ E / 41.228977°N,1.033657°E  | IPA-39662 | Arcs dits romànics del carrer Àngel Guimerà (Vilaplana) · Vegeu més fotos d'aquest monument · Carregueu una nova foto d'aquest monument       |
| Arc apuntat del carrer Bisbe Borràs, 6                        | BCIL 2010 | Gòtic                      | Vilaplana C. Bisbe Borràs, 6 | 41° 13′ 41″ N, 1° 02′ 01″ E / 41.228008°N,1.033615°E  | IPA-39663 | Carregueu una nova foto d'aquest monument |
| Conjunt d'arcades adovellades del nucli històric de Vilaplana | BCIL 2010 | Obra popular XVI, XIX      | Vilaplana Pl. de la Vila, 1 - c. Major, 1-8-11-17-20-37 - c. Sant Sebastià, 2-7-8-21 - c. Jacint Verdaguer, 1-2 - c. Àngel Guimerà, 9-11-12 | 41° 13′ 43″ N, 1° 01′ 59″ E / 41.228562°N,1.033168°E  | IPA-39664 | Conjunt d'arcades adovellades del nucli històric de Vilaplana · Vegeu més fotos d'aquest monument · Carregueu una nova foto d'aquest monument |
| Cal Peraire                                                   | BCIL 2010 | Obra popular XV-XVI        | Vilaplana C. Major, 17 | 41° 13′ 40″ N, 1° 02′ 00″ E / 41.227755°N,1.033443°E  | IPA-39665 | Cal Peraire (Vilaplana) · Vegeu més fotos d'aquest monument · Carregueu una nova foto d'aquest monument                                       |
| Xalet de les Airasses, o refugi de la Mussara                 | BCIL 2010 | XX Mitjan                  | Vilaplana | 41° 15′ 05″ N, 1° 01′ 43″ E / 41.251454°N,1.028652°E  | IPA-39666 | Xalet de les Airasses (Vilaplana) · Vegeu més fotos d'aquest monument · Carregueu una nova foto d'aquest monument                             |
| Font de la Vila                                               | BCIL 2010 | Obra popular Segle XVII    | Vilaplana Al costat del riu de la Mussara, sota el pont de Mallafré                                                                         | 41° 13′ 43″ N, 1° 01′ 55″ E / 41.228643°N,1.032069°E  | IPA-39667 | Font de la Vila (Vilaplana) · Vegeu més fotos d'aquest monument · Carregueu una nova foto d'aquest monument                                   |
| Molí del Savall                                               | BCIL 2010 | Obra popular               | Vilaplana On s'ajunten els barrancs de Garrigots i el de les Tosques. Actualment hi ha els rentadors.                                       | 41° 13′ 47″ N, 1° 01′ 55″ E / 41.229722°N,1.031944°E  | IPA-39668 | Molí del Savall (Vilaplana) · Vegeu més fotos d'aquest monument · Carregueu una nova foto d'aquest monument                                   |
| Bassa de la Balandra                                          | BCIL 2010 | Obra popular XVII-XVIII    | Vilaplana Partida dels Freginals o de les Basses                                                                                            | 41° 14′ 02″ N, 1° 02′ 12″ E / 41.233765°N,1.036719°E  | IPA-39669 | Bassa de la Balandra (Vilaplana) · Vegeu més fotos d'aquest monument · Carregueu una nova foto d'aquest monument                              |
| El Dipòsit Vell                                               | BCIL 2010 | Obra popular XX (1921)     | Vilaplana Pl. Catalunya, 2 | 41° 13′ 47″ N, 1° 02′ 03″ E / 41.229622°N,1.034244°E  | IPA-39670 | El Dipòsit Vell (Vilaplana) · Vegeu més fotos d'aquest monument · Carregueu una nova foto d'aquest monument                                   |
| Cisterna de la Mussara                                        | BCIL 2010 | Obra popular               | Vilaplana Camí de la Mussara a la Febró | 41° 15′ 15″ N, 1° 01′ 29″ E / 41.254114°N,1.024588°E  | IPA-39671 | Carregueu una nova foto d'aquest monument |
| Forn de rajola del Xacó                                       | BCIL 2010 | Obra popular XVIII         | Vilaplana Camí dels Garrigots | 41° 14′ 08″ N, 1° 01′ 26″ E / 41.235571°N,1.023840°E  | IPA-39673 | Forn de rajola del Xacó (Vilaplana) · Vegeu més fotos d'aquest monument · Carregueu una nova foto d'aquest monument                           |
| Centre històric de Vilaplana                                  | BCIL 1982 | Obra popular XIII-XX       | Vilaplana Pl. de la Vila | 41° 13′ 43″ N, 1° 01′ 59″ E / 41.228554°N,1.033168°E  | IPA-40062 | Centre històric de Vilaplana · Vegeu més fotos d'aquest monument · Carregueu una nova foto d'aquest monument                                  |
| Nucli antic de la Mussara, centre històric                    | BCIL 1982 | Obra popular Medieval-XX   | Vilaplana | 41° 15′ 08″ N, 1° 01′ 41″ E / 41.252341°N,1.028104°E  | IPA-40063 | Nucli antic de la Mussara (Vilaplana) · Vegeu més fotos d'aquest monument · Carregueu una nova foto d'aquest monument                         |
| El Pont Vell                                                  | BCIL 1982 | Obra popular Medieval      | Vilaplana Antiga carretera de Vilaplana a Reus                                                                                              | 41° 13′ 28″ N, 1° 01′ 59″ E / 41.2244054°N,1.032991°E | IPA-40064 | El Pont Vell (Vilaplana) · Vegeu més fotos d'aquest monument · Carregueu una nova foto d'aquest monument                                      |